# 모 하워드

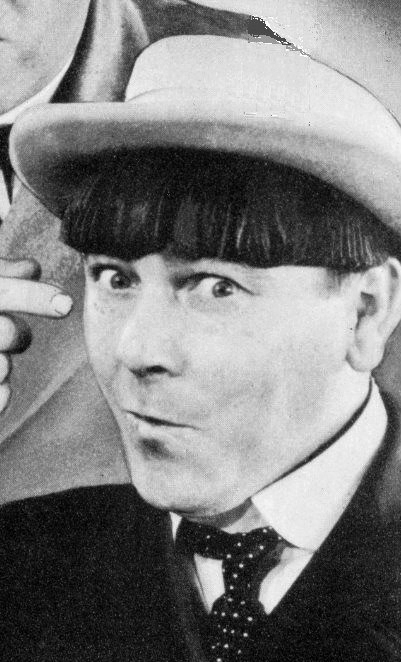

모 하워드(Moses Harry Horwitz, 1897년 6월 19일 ~ 1975년 5월 4일)는 미국의 연극 배우, 텔레비전 배우, 영화배우, 각본가, 성우, 영화 프로듀서이다.
로스앤젤레스에서 사망하였다. 사인은 폐암이다.

## 영화
- 매드 매드 대소동 (1963년)
- 스윙 퍼레이드 1946 (1946년)
- 타임 아웃 포 리듬 (1941년)
- 헐리우드 파티 (1934년)
- 캡틴 헤이트 더 씨 (1934년)
- 미트 더 바론 (1933년)
- 댄싱 레이디 (1933년)